# Juan Antonio San Epifanio
Pour les articles homonymes, voir EPI.
Juan Antonio San Epifanio, surnommé Epi, né le 12 juin 1959 à Saragosse, est un ancien joueur espagnol de  basket-ball, évoluant au poste d'ailier avec le FC Barcelone. Il est le deuxième meilleur marqueur de l'équipe d'Espagne derrière Pau Gasol.

## Biographie

### Carrière en club
Né à Saragosse, il y grandit et fait ses premiers pas dans le monde du basket-ball mais l'entraîneur du club local du CN Helio ne le prend pas dans son équipe, ne détectant pas en lui un futur joueur de basket-ball. Son frère ainé Herminio San Epifanio étant recruté par le FC Barcelone, celui-ci impose à son nouveau de recruter également son jeune frère dans les équipes de jeune.
Juan Antonio San Epifanio fait ses gammes au sein du club et l'entraîneur yougoslave Ranko Zeravica le fait débuter dans l'équipe fanion en 1979. Sa première saison se solde par une finale du championnat d'Espagne perdue face au Real Madrid. Avec Barcelone, il remporte sept titres de champion, dont le dernier obtenu lors de son dernier match officiel, cinquième et dernier match de la finale du championnat 1994-95 disputé face à Unicaja Málaga.
Sur la scène européenne, il participe à trois finales de la compétition la plus importante, la coupe des clubs champions puis Euroligue. La première de celles-ci est perdue à Genève face au club italien de Banco di Roma. Puis il participe à deux finales de Final Four, en 1990 à Saragosse face au  Jugoplastika Split de Toni Kukoč, Zoran Savić, Dino Rađa dirigé par Božidar Maljković. La finale de 1991 à Paris voit de nouveau Barcelone affronter Split, toujours à l'avantage du club yougoslave 70 à 65. Il a également participé à deux autres Final Four, terminant 4e du Final Four de 1989 à Munich (défaite face au Jugoplastika Split puis face à l'Aris Salonique) et du Final Four de 1994 à Tel Aviv où Barcelone est éliminé en demi-finale par le rival espagnol de Badalone avant d'échouer pour la troisième place face au Panathinaïkos.
Il remporte toutefois une Coupe Korać en 1987 et deux Coupe des Coupes en 1985 et 1986.
En décembre 1995, un match opposant le FC Barcelone à une sélection européenne est organisé en son honneur au Palau Blaugrana. Lors de celui-ci, le club catalan retire son numéro fétiche, le 15, en présence du président du Comité international olympique (CIO), Juan Antonio Samaranch, qui lui remet à cette occasion l'Ordre du mérite olympique.

### Sélection nationale
Après avoir évolué avec les sélections de jeune de l'Espagne, remportant la médaille de bronze du Championnat d'Europe junior en 1976 puis l'argent en 1978, il fait ses débuts avec la sélection nationale en 1979.
Avec celle-ci, il participe à quatre tournois olympique. Sa première participation aux Jeux se fait lors des Jeux olympiques de 1980 à Moscou, compétition où l'Espagne termine à la quatrième place, privée de médaille de bronze par l'URSS sur le score de  117 à 74. Lors des Jeux olympiques de 1984 à Los Angeles, l'Espagne atteint la finale, après avoir éliminé la Yougoslavie en demi-finale sur le score de 74 à 61. La sélection espagnole se voit alors opposer une équipe américaine composée d'universitaires futures stars de la NBA comme Michael Jordan, Patrick Ewing ou encore Chris Mullin. Le score est sans appel : 96 à 65 pour les Américains. San Epifanio avait déjà eu l'opportunité de rencontrer Jordan : en 1982, la Fédération internationale de basket-ball amateur (FIBA), pour son cinquantenaire, avait organisé une rencontre opposant l'équipe d'Europe à une sélection américaine, rencontre qui a vu la victoire de l'Europe sur le score de 108 à 84. À Séoul lors des Jeux olympiques de 1988, l'Espagne termine à la huitième place. Il dispute sa dernière campagne olympique à domicile, à Barcelone en 1992. L'Espagne ne parvient pas à se qualifier pour les quarts de finale.
Il participe à trois mondiaux, terminant quatrième du mondial 1982 disputé en Colombie, puis cinquième mondial 1986 disputé en Espagne et 11e du mondial 1994 à Toronto, compétition au cours de laquelle il devient le joueur espagnol le plus capé, détrônant Francesc Buscató .
Lors de Championnat d'Europe, il remporte la médaille d'argent du Championnat 1983 disputé en France, puis la médaille de bronze du Championnat 1991 en Italie.
Il porte le maillot espagnol à 239 reprises, pour un apport de 3 330 points, ce qui fait de lui le 2e meilleur marqueur de l'Espagne derrière Pau Gasol.

### Honneur et distinction
Lors des Jeux olympiques d'été de 1992 à Barcelone, il a l'honneur d'être le dernier porteur de la flamme olympique. Il allume alors une flèche qui, tirée par l'archer handisport Antonio Rebollo, va allumer la vasque.
En 1996 il reçoit la Creu de Sant Jordi, distinction décernée par la Generalitat de Catalogne.
En 2008, il est élu parmi les cinquante plus grand contributeurs du basket-ball européen. Ceux-ci ont été honorés dans le cadre du Final Four de l'Euroligue 2008 disputé à Madrid.

## Club
- FC Barcelone

## Palmarès

### Club
- Finaliste de l'Euroligue 1984, 1990, 1991
- Coupe Korać en 1987
- Coupe des Coupes 1985, 1986
- Mondial des Clubs 1985
- Champion d'Espagne 1981, 1983, 1987, 1988, 1989, 1990
- Coupe du Roi 1978, 1979, 1980, 1981, 1982, ,1983 1987, 1988, 1991, 1994

### Équipe nationale
- Jeux olympiques d'été
  -  Médaille d'argent  aux Jeux olympiques de 1984 à Los Angeles
  - 9e aux Jeux olympiques de 1992 à Barcelone
  - 8e aux Jeux olympiques de 1988 à Séoul
  - 4e aux Jeux olympiques de 1980 à Moscou
- Championnat d'Europe
  -  Médaille d'argent du Championnat d'Europe de basket-ball 1983 en France
  -  Médaille de bronze du Championnat d'Europe de basket-ball 1991 en Italie
- autres
  - 239 sélections en équipe d'Espagne
- Introduit au FIBA Hall of Fame en 2016[7]